# الوضع السياسي للقدس

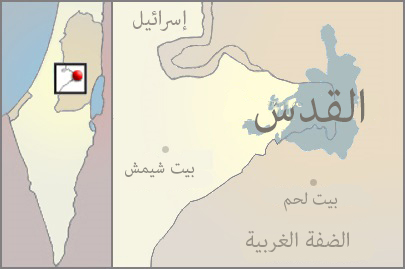

حدد قانون التقسيم الذي أصدرته الأمم المتحدة سنة 1947 والقاضي بإنهاء فترة الانتداب البريطاني على فلسطين وبإنشاء ثلاث كيانات؛ يهودية، عربية، ودولية (بالتوالي حسب المساحة) مدينة تل أبيب عاصمة للدولة اليهودية والقدس منطقة دولية. لكن في عام 1949 أعلنت إسرائيل ومن جهة واحدة القدس عاصمة لها، ونقلت جميع أجهزتها الحكومية ماعدا وزارة الدفاع التي بقيت في تل أبيب إلى الجزء المسيطر عليه من المدينة.
وفي 31 يوليو 1980، صوت نواب الكنيست الإسرائيلي على قرار «قانون أساس: أورشليم القدس عاصمة إسرائيل» والقاضي بإعلان القدس بحدود 1967 التي رسمتها الحكومة مبدأ دستورياً في الدستور الإسرائيلي. رد مجلس الأمن على ذلك القرار بإصدار قرارين رقم 476 و478. وجه اللوم إلى إسرائيل بسبب إقرار هذا القانون وأكد أنه يخالف القانون الدولي، ومن شأنه أن يمنع استمرار سريان اتفاقية جنيف الرابعة عام 1949 على الجزء الشرقي من القدس.

## الاعتراف بالقدس عاصمة لإسرائيل
في عام 1995، أصدر الكونغرس قانون سفارة القدس الذي أعلن بيان السياسة بأنه «ينبغي الاعتراف بالقدس عاصمة ل«دولة» إسرائيل». كما نصّ مشروع القانون على أن السفارة الأمريكية يجب أن تنتقل إلى القدس خلال خمس سنوات. ومنذ ذلك الحين، وقع كلُّ رئيس أمريكي تنازلاً لمدة ستة أشهر، ممّا أدّى إلى تأخير هذه الخطوة.
وفي 6 ديسمبر 2017 قرّر الرئيس الأمريكي دونالد ترامب الاعتراف بالقدس عاصمة لإسرائيل ونقل سفارة الولايات المتحدة إلى القدس، حيث وقع تشريع سفارة القدس الذي أقرّه الكونغرس عام 1995.

### ردود أفعال
بعد إعلان الرئيس الأمريكي الاعتراف بالقدس عاصمة لإسرائيل، توالت ردود الأفعال في جميع أنحاء العالم حيث لم يدعم كثير من مسؤولي البلدان العربية والغربية وغيرها الإعلان وأدانوا القرار الأمريكي بشأن القدس. كما قد تمّ تنظيم مظاهرات شعبية في عدة مدن وعواصم احتجاجًا على قرار ترامب بنقل السفارة للقدس:

#### محلية
- قال الرئيس الفلسطيني محمود عباس، «إن هذا القرار يمثل إعلانا بانسحاب الولايات المتحدة من ممارسة الدور الذي كانت تلعبه خلال العقود الماضية في رعاية السلام». مضيفًا أنّ قرارات ترامب تشجع إسرائيل على سياسية الاحتلال والاستيطان. وقال عبّاس أن «الإدارة الأمريكية بهذا الإعلان خالفت جميع القرارات والاتفاقات الدولية والثنائية.»[11]
- قال إسماعيل رضوان، القيادي في حركة حماس «إن القرار من شأنه أن يفتح أبواب جهنّم على المصالح الأميركية في المنطقة» داعيًا الحكومات العربية والإسلامية إلى «قطع العلاقات الاقتصادية والسياسية مع الإدارة الاميركية وطرد السفراء الأميركيين لإفشاله».[11]
- وشهدت مدن فلسطينية مختلفة مظاهرات غاضبة احتجاجًا على القرار، فيما قامت القوات المسلحة الإسرائيلية بإطلاق القنابل المسيلة للدموع والقنابل على المتظاهرين في القدس. كما عمت التظاهرات مناطق من الضفة الغربية ومخيمات اللاجئين الفلسطينيين في لبنان[10]

#### دولية
- فرنسا قال الرئيس الفرنسي إيمانويل ماكرون: «إن قرار ترامب الأحادي مؤسف وفرنسا لا تؤيده». ودعا جميع الأطراف إلى الهدوء وضرورة تجنب العنف.[12] وقال وزير الخارجية الفرنسي، جان إيف لودريان، إن القرار «مخالف للقانون الدولي»، محذّرا من خطر اندلاع انتفاضة في الأراضي الفلسطينية.[13]
- ألمانيا قالت المستشارة الألمانية أنغيلا ميركل «إن ألمانيا لا تؤيد قرار إدارة ترامب الاعتراف بالقدس عاصمة لإسرائيل» مؤكدة أن «وضع القدس لا يمكن التفاوض بشأنه إلا في اطار حل الدولتين».[14]
- العراق طالبت الحكومة العراقية، الإدارة الأمريكية بالعدول عن قرار الاعتراف بالقدس عاصمة لإسرائيل، قائلةً «على الإدارة الأمريكية أن تتراجع عن هذا القرار لوقف أي تصعيد خطير من شأنه أن يؤجج التطرف ويخلق ظروفا مواتية للإرهاب».[15] واستدعى وزير الخارجية العراقي إبراهيم الجعفري السفير الأمريكي لدى بغداد، احتجاجًا على اعتراف واشنطن بالقدس عاصمة لإسرائيل.[16]
- كوريا الشمالية شجبت وزارة الخارجية الكورية الشمالية قرار الرئيس الأمريكي دونالد ترامب الاعتراف بالقدس عاصمة لإسرائيل. وقال بيان بث على شبكة KRT التابعة للحكومة الكورية الشمالية، إن «قرار الرئيس الأمريكي ترامب يعد استخفافا وإهانة للشرعية الدولية والتوافق العالمي حول ذلك الشأن ويستحق الشجب والإدانة». وأضاف أن «على الولايات المتحدة تحمل كامل المسؤولية عن التوتر وعدم الاستقرار التي ستحدث في الشرق الأوسط بسبب تهورها واستبدادها».[17]
- تركيا ندد الرئيس التركي، رجب طيب أردوغان، الخميس، باعتبار الرئيس الأميركي، دونالد ترمب، القدس عاصمة إسرائيل، محذراً بأن هذا القرار يضع المنطقة «في دائرة نار». وقال أردوغان للصحافيين في أنقرة، قبل توجهه إلى اليونان في زيارة رسمية، إن «اتخاذ مثل هذا القرار يضع العالم وخصوصاً المنطقة في دائرة نار»، وتابع موجهاً كلامه إلى ترمب: «ماذا تفعل؟ ما هي هذه المقاربة؟ على المسؤولين السياسيين أن يعملوا من أجل المصالحة وليس من أجل الفوضى». من جهته، أشار رئيس الوزراء التركي، بن علي يلدريم، الخميس، إلى أن الولايات المتحدة نزعت صمام الأمان من قنبلة في الشرق الأوسط بقرارها اعتبار بالقدس عاصمة إسرائيل.[18]
- الاتحاد الأوروبي : اعتبر وزراء خارجية الاتحاد الأوروبي اعتراف الولايات المتحدة بالقدس عاصمة لإسرائيل بمثابة ضربة لعملية السلام، وقابلوا طلب رئيس الوزراء الإسرائيلي بنيامين نتنياهو، الداعي إلى قبول قرار الرئيس الأمريكي دونالد ترامب، برفض قاطع.[19]

### 14 مايو
في يوم 14 مايو، خرجَ الآلاف من الفلسطينيين في الضفة الغربية وقطاع غزة مُنددين بنقل السفارة الأمريكية، وفي وقتٍ متأخر، أعلنت وزارة الصحة الفلسطينية عن وفاة 52 شَخص وإصابة أكثر من 2400 آخرين بنيران الجيش الإسرائيلي على حدود قطاع غزة، ويُعتبر 14 مايو، اليوم الأكثر دموية في قطاع غزة منذ نهاية الحرب عام 2014.